# Olympische Geschichte Äquatorialguineas
| Gelbes Symbol für Goldmedaillen mit stilisierten Olympischen Ringen | Graues Symbol für Silbermedaillen mit stilisierten Olympischen Ringen | Braundes Symbol für Bronzemedaillen mit stilisierten Olympischen Ringen |
| ------------------------------------------------------------------- | --------------------------------------------------------------------- | ----------------------------------------------------------------------- |
| —                                                                   | —                                                                     | —                                                                       |

Die olympische Geschichte Äquatorialguineas beginnt 1980 mit der Gründung des NOKs, des Comité National Olympique Equato-Guinéen, das 1984 IOC anerkannt wurde.
Bislang traten 28 Sportler, davon neun Frauen, in drei Sportarten an. Medaillen konnten bislang nicht gewonnen werden.
Seit 1984 nehmen Sportler des Landes an Olympischen Sommerspielen teil. Zu Olympischen Winterspielen wurden noch keine Athleten entsandt. Bislang (Stand Dezember 2021) wurden keine Medaillen gewonnen.

## 1984–1996
Am 3. August 1984 ging mit dem Sprinter Gustavo Envela im Rennen über 100 Meter der erste Athlet aus Äquatorialguinea an den Start. Envela war zugleich mit 16 Jahren und 195 Tagen der bislang jüngste Teilnehmer dieses Staates an Olympischen Spielen. 1988 in Seoul traten erstmals Frauen an. Die erste äquatorialguineische Athletin war am 23. September 1988 Juliana Obiong im Vorlauf über 400 Meter.

## Seit 2000
Während bis zu den Spielen von Atlanta 1996 nur Leichtathleten in verschiedenen Laufdisziplinen antraten, von denen niemand die Vorrunden überstand, startete 2000 mit Éric Moussambani erstmals ein Schwimmer. Moussambani erlangte eine weltweite Bekanntheit. Er trat im Vorlauf über 100 Meter Freistil alleine an, da seine beiden Kontrahenten wegen Fehlstarts disqualifiziert wurden. Sein Schwimmstil, er hatte erst acht Monate vor den Spielen Schwimmen gelernt, war auffallend schlecht. Moussambani schwamm die langsamste Zeit in dieser Disziplin in der olympischen Geschichte. Zwar belegte er damit den 71. und letzten Platz, erlangte aber, ähnlich wie zwölf Jahre zuvor der britische Skispringer Michael Edwards, weltweite Bekanntheit und bekam den Spitznamen Eric the Eel (Eric, der Aal).
2008 in Peking startete erstmals ein Sportler im Judo. Mit 42 Jahren und 300 Tagen war José Mba Nchama zugleich der bislang älteste Teilnehmer Äquatorialguineas bei Olympischen Spielen.

## Allgemeine Übersicht

### Sommerspiele
| Jahr      | Athleten           | Athleten           | Athleten           | Sportarten         | Sportarten         | Sportarten         | Sportarten         | Sportarten         | Sportarten         | Sportarten         | Sportarten         | Sportarten         | Sportarten         | Sportarten         | Sportarten         | Sportarten         | Sportarten         | Sportarten         | Medaillen          | Medaillen          | Medaillen          | Medaillen          | Rang               |
| Jahr      | Gesamt             |                    |                    |                    |                    |                    |                    |                    |                    |                    |                    |                    |                    |                    |                    |                    |                    |                    |                    |                    |                    | Medaillen – Gesamt | Rang               |
| --------- | ------------------ | ------------------ | ------------------ | ------------------ | ------------------ | ------------------ | ------------------ | ------------------ | ------------------ | ------------------ | ------------------ | ------------------ | ------------------ | ------------------ | ------------------ | ------------------ | ------------------ | ------------------ | ------------------ | ------------------ | ------------------ | ------------------ | ------------------ |
| 1896–1980 | nicht teilgenommen | nicht teilgenommen | nicht teilgenommen | nicht teilgenommen | nicht teilgenommen | nicht teilgenommen | nicht teilgenommen | nicht teilgenommen | nicht teilgenommen | nicht teilgenommen | nicht teilgenommen | nicht teilgenommen | nicht teilgenommen | nicht teilgenommen | nicht teilgenommen | nicht teilgenommen | nicht teilgenommen | nicht teilgenommen | nicht teilgenommen | nicht teilgenommen | nicht teilgenommen | nicht teilgenommen | nicht teilgenommen |
| 1984      | 4                  | 4                  | 0                  |                    |                    |                    | 4                  |                    |                    |                    |                    |                    |                    |                    |                    |                    |                    |                    |                    |                    |                    |                    |                    |
| 1988      | 6                  | 4                  | 2                  |                    |                    |                    | 6                  |                    |                    |                    |                    |                    |                    |                    |                    |                    |                    |                    |                    |                    |                    |                    |                    |
| 1992      | 7                  | 5                  | 2                  |                    |                    |                    | 7                  |                    |                    |                    |                    |                    |                    |                    |                    |                    |                    |                    |                    |                    |                    |                    |                    |
| 1996      | 5                  | 4                  | 1                  |                    |                    |                    | 5                  |                    |                    |                    |                    |                    |                    |                    |                    |                    |                    |                    |                    |                    |                    |                    |                    |
| 2000      | 4                  | 2                  | 2                  |                    |                    |                    | 2                  |                    |                    |                    |                    | 2                  |                    |                    |                    |                    |                    |                    |                    |                    |                    |                    |                    |
| 2004      | 2                  | 1                  | 1                  |                    |                    |                    | 2                  |                    |                    |                    |                    |                    |                    |                    |                    |                    |                    |                    |                    |                    |                    |                    |                    |
| 2008      | 3                  | 2                  | 1                  | 1                  |                    |                    | 2                  |                    |                    |                    |                    |                    |                    |                    |                    |                    |                    |                    |                    |                    |                    |                    |                    |
| 2012      | 2                  | 1                  | 1                  |                    |                    |                    | 2                  |                    |                    |                    |                    |                    |                    |                    |                    |                    |                    |                    |                    |                    |                    |                    |                    |
| 2016      | 1                  | 1                  | 0                  |                    |                    |                    | 1                  |                    |                    |                    |                    |                    |                    |                    |                    |                    |                    |                    |                    |                    |                    |                    |                    |
| 2020      | 3                  | 2                  | 1                  |                    |                    |                    | 2                  |                    |                    |                    |                    | 1                  |                    |                    |                    |                    |                    |                    |                    |                    |                    |                    |                    |
| 2024      | 3                  | 2                  | 1                  |                    |                    |                    | 2                  |                    |                    |                    |                    | 1                  |                    |                    |                    |                    |                    |                    |                    |                    |                    |                    |                    |
| Gesamt    | Gesamt             | Gesamt             | Gesamt             | Gesamt             | Gesamt             | Gesamt             | Gesamt             | Gesamt             | Gesamt             | Gesamt             | Gesamt             | Gesamt             | Gesamt             | Gesamt             | Gesamt             | Gesamt             | Gesamt             | Gesamt             | 0                  | 0                  | 0                  | 0                  | 0                  |

### Winterspiele
| Jahr      | Athleten           | Athleten           | Athleten           | Sportarten         | Medaillen          | Medaillen          | Medaillen          | Medaillen          | Rang               |
| Jahr      | Gesamt             |                    |                    | Sportarten         |                    |                    |                    | Medaillen – Gesamt | Rang               |
| --------- | ------------------ | ------------------ | ------------------ | ------------------ | ------------------ | ------------------ | ------------------ | ------------------ | ------------------ |
| 1924–2022 | nicht teilgenommen | nicht teilgenommen | nicht teilgenommen | nicht teilgenommen | nicht teilgenommen | nicht teilgenommen | nicht teilgenommen | nicht teilgenommen | nicht teilgenommen |
| Gesamt    | Gesamt             | Gesamt             | Gesamt             | Gesamt             | 0                  | 0                  | 0                  | 0                  |                    |

## Medaillengewinner

### Goldmedaillen
Bislang (Stand August 2024) keine Medaillengewinner

### Silbermedaillen
Bislang (Stand August 2024) keine Medaillengewinner

### Bronzemedaillen
Bislang (Stand August 2024) keine Medaillengewinner

## Fußnote
1. ↑  Die Flaggenträgerin Okori trat zum 100-Meter-Lauf, zu dem sie gemeldet war, verletzungsbedingt nicht an. Somit gab es nur einen Athleten, der zu seinem Wettkampf antrat.